# Edgardo Cardozo
Edgardo Cardozo (Buenos Aires, 25 de abril de 1968) es un reconocido músico argentino, guitarrista, cantante y compositor.

## Biografía
Con una formación musical autodidacta, desde el año 1984 Edgardo integró proyectos con artistas como Manolo Juárez, Jorge Cumbo, Ernesto Acher, el grupo Cuatro Vientos, Alejandro Oliva, Laurence Morris, entre otros.
En el año 2000 publicó su primer álbum titulado "Años Después" junto a René Rossano en guitarra y Norberto Córdoba en contrabajo.
Formó parte del grupo teatral "La Pista 4", siendo el director musical y actor, realizando giras en Argentina, Brasil, Colombia, Venezuela, Francia, España y Estados Unidos. También participó junto a la actriz Cristina Banegas en el espectáculo teatral-musical “La Morocha” y luego grabó con ella el disco La Criollez.

## Con Puente Celeste
A partir del año 2001 formó parte de Puente Celeste junto a Marcelo Moguilevsky, Santiago Vázquez, Luciano Dyzenchauz y Lucas Nikotian. 
Editaron tres discos con los cuales obtuvieron el reconocimiento mundial: Pasando el Mar (2002), Mañana Domingo (2004) y Canciones (2009).

## Etapa solista
En el año 2007 publicó "Amigo", un disco a dúo con su amigo y músico Juan Quintero.
En 2012 lanzó "6 de copas" y en 2019 "Las Canciones del Muerto", su último trabajo hasta la fecha.

## Discografía
Edgardo Cardozo
- 2000: Años Después Edgardo Cardozo Trío
- 2012: 6 de Copas
- 2019: Las Canciones del Muerto

Con Juan Quintero
- 2007: Amigo

Con Puente Celeste
- 2002: Pasando el Mar
- 2004: Mañana Domingo
- 2009: Canciones

DVD - Audiovisuales
- 2011: Puente Celeste (en vivo) en Cafe Vinilo